# Ланґшпіц
Ланґшпіц (нім. Langspitz) — гора в Ліхтенштейні, висотою — 2 006 м. Ця гора належить до гірського масиву Ретікон в Східних Альпах.
Гора розташована в південній частині Ліхтенштейну. На південь від столиці країни — Вадуца, в її підніжжі розкинулася комуна-община Трізен.